# Kid Galahad (pugile)
Kid Galahad, pseudonimo di Abdul-Bari Awad (Doha, 3 marzo 1990), è un pugile britannico che ha detenuto i titoli supergallo europei, britannici e del Commonwealth tra il 2013 e il 2015. Dal 2014 al 2016, Galahad è stato escluso dall'attività professionistica per condanna relativa all'uso di doping.

## Biografia
Galahad è nato nella capitale del Qatar, a Doha. Suo padre era impiegato nelle forze armate del Qatar e fu rilasciato come parte di un accordo con gli americani dopo la conclusione della guerra del Golfo. All'età di 4 anni, Galahad si trasferì in Inghilterra con i suoi genitori (entrambi provenienti dallo Yemen) per poi stabilirsi a Sheffield. All'età di 13 anni ha iniziato pugilato con l'allenatore Brendan Ingle.
Il suo ring name è stato scelto dall'allenatore Brendan Ingle dal personaggio interpretato da Elvis Presley nel film Pugno proibito (1962).

## Carriera pugilistica
Galahad decise di iniziare boxe per tenersi lontano dalla strada e per non seguire le orme dei fratelli che finirono in prigione perché coinvolti in scontri tra gang. Dopo aver deciso di iniziare a frequentare la palestra locale per diventare più grosso notò un ring da boxe, dopo aver effettuato della shadowboxing decise di voler diventare un pugile. Dopo aver incontrato il suo idolo Naseem Hamed, e avergli confessato di voler diventare un campione, gli fu riferito dallo stesso che avrebbe dovuto allenarsi nella palestra di Brendan Ingle, e quindi dopo aver girato un'ora in macchina con la madre, Galahad trovò la palestra.
Galahad ha fatto il debutto da professionista il 5 settembre 2009 al Colosseum di Watford, in Inghilterra, nel quale ha sconfitto Delroy Spencer ai punti.
Il secondo match da professionista ha avuto luogo al Leisure Centre a Altrincham, in Inghilterra, il 3 ottobre 2009 dove ha sconfitto Pavels Senkovs ai punti dopo 4 round.
Ha poi vinto il suo primo incontro per KO il 21 maggio 2010 sconfiggendo Dougie Curran, nel secondo round.
Galahad ha conquistato un record di 10-0 prima di sconfiggere Jason Booth con decisione unanime il 18 febbraio 2012 per ottenere il suo primo titolo WBC International Super-Bantamweight Championship
Galahad ha difeso il titolo una volta contro Josh Wale (incontro vinto per KO tecnico) dopo aver lasciato la cintura.
Galahad ottenne altre due vittorie, sconfiggendo prima Ivan Ruiz e poi Isaac Nettey entrambi per TKO conquistando così un incontro valido il titolo BBBofC il quale ha vinto contro James Dickens sempre per TKO. Successivamente avrebbe poi lasciato anche questo titolo.
Il 22 marzo 2014, Galahad ha vinto il campionato europeo supergallo con una decisione unanime dopo dodici round contro Sergio Prado.
Il 10 maggio 2014, Galahad ha vinto il titolo vacante della categoria supergallo del Commonwealth battendo Fred Mundraby per TKO dopo il round 4.
Galahad ha affrontato Adeilson Dos Santos il 20 settembre 2014 presso la Ponds Forge Arena per il campionato IBF World Youth Super-Bantamweight. Gallahad ha controllato il combattimento, con colpi veloci, ganci e combinazioni inviando Dos Santos a tappeto nel primo round e nel decimo round. Galahad vinse l'incontro con decisione non unanime.
Nell'ottobre 2014 Galahad ha lasciato il titolo europeo per conquistare il titolo mondiale.
Nel maggio 2015, Galahad è stato bandito per 2 anni dopo un test antidroga fallito. È risultato positivo alla sostanza vietata stanozolol, uno steroide anabolizzante. Cerca di difendersi dicendo che suo fratello ha messo gli steroidi nel suo shake proteico dopo che Galahad si è rifiutato di dargli del denaro, e ha presentato appello contro la condanna, ma è stato respinto dall'antidoping inglese e il divieto è stato confermato, e aveva valenza dal 20 settembre 2014.
Galahad ha fatto il suo ritorno al pugilato il 30 aprile 2016 con una vittoria per TKO contro Simas Volosinas al DW Stadium di Wigan, Inghilterra. Questo fu per Galahad il primo incontro non valevole per un titolo dal 2013.
Galahad ha vinto il suo primo titolo dal suo ritorno il 15 luglio 2017, vincendo il titolo vacante IBF Inter-Continental.